# Contea di Tonghai
La contea di Tonghai (通海县S, Tōnghǎi XiànP) è una contea della Cina, situata nella provincia di Yunnan e amministrata dalla prefettura di Yuxi.